# 人民之声，圣洁之声
人民之声，圣洁之声，也称为508集会，是2013年马来西亚大选出现选举争议后，由人民联盟发起的首场群众集会，于2013年5月8日晚上8时30分，在雪兰莪八打灵再也的八打灵再也市政厅体育馆举行。 508集会之后，人民联盟陆续在全国各地举行集会，这一系列的民联大集会通称为黑色505集会、黑色集会或黑潮（Himpunan Blackout 505）。

## 目的
举办这场集会的目的是抗议选举期间发生的舞弊事件， 人民公正党全国副主席蔡添强呼吁参与集会者身穿黑衣出席。 集会当晚，演讲者除了抗议选举委员会不公，表达对国阵政府的不满，同时也谴责大选之后所发生的连串种族冲突言论。前伊斯兰党中委祖基菲里阿末认为，为了避免集会演变成暴动，应该设下目标和期限，也就是发生选举舞弊的选区获得公正的处理，以及最长半年的期限。

## 508集会之前
在集会举办前，皇家警察雪兰莪州总警长敦希山指称这场集会违反《和平集会法令》，并没有在举行前10天通知警方，劝请民众不要随意出席有关集会，否则将援引《煽动法令》罪名对付。 蔡添强指出，主办单位已经派出州议员聂纳兹米照会警方，因此集会将如期举行。
人民公正党策略局主任拉菲兹也称，这种做法符合以往的惯例，因为这次集会是在私人地方举行，已经获得格拉纳再也体育馆管理层和业主的许可，因此集会不需要准证，只需要通知警方即可。 集会开始前三个小时，全国总警长依斯迈·奥玛澄清，媒体之前的报导出现错误，他并没有指有关集会需要准证，但必须遵守《和平集会法令》的规定，事先照会警区主任，以及确保集会在和平稳定的情况下举行。
此外，一些马来西亚本地艺人也在社交网站表达支持，包括林静苗（阿苗）、王淑君、宇珩、庄惟翔等人选择静坐声援，绰琦、张栋樑也有出言相挺。

## 集会前的种族冲突言论
马来西亚第13届全国大选后，拿督斯里纳吉于5月6日宣誓成为新任首相，在记者会上表示华人选民弃投国阵，是因为受到民联掀起的种族情绪蒙蔽，称为“华人海啸”，他承诺将会秉持中庸精神，消弭各族群间的争议。 《前锋报》报导这则新闻时，在头版标题——“华人还要什么？”（Apa lagi Cina mahu？）引起连串风波和紧张气氛，皇家警察在接获投报后，传召《前锋报》职员以及部落客录取证供。
主办单位声称，一些有心人士在集会举行前，利用短信和网络散播激化种族冲突的谣言，企图将508集会和513事件挂钩，声称集会将会出现暴乱，集会没有准证，出席者将会被逮捕，制造恐怖气氛，阻吓民众出席有关集会，妨碍人民自由集会的权利。

## 集会当晚
508集会如期举行，来自各地的参与者在6时30分左右陆续云集，由于天气不佳，加上适逢下班高峰时间，部分政党领袖和出席者被困在车龙中，延迟出席，大量民众选择弃车，步行前往集会场地。 当晚，估计场内外的集会者超过10～12万人，包括马来人、华人、印度人和其他民族，出席者高举布条，同唱国歌，呼喊“万岁”、“人民万岁”、“打倒国阵”、“呜呜祖拉”、“乌巴”、“印尼咖哩辣”、“烈火莫熄”等口号。
同时，在国内诗巫、马兰、北干那那等多个地方，以及墨尔本、新加坡、台北等国外地区，也有民众声援格拉那再也体育馆的集会；现场影像在“Ubah.tv”、“KiniTV”网络视频同步播放。

### 集会演讲
国会议员拉菲兹、努鲁依莎等人在上台演讲时，皆表示对选举委员会以及选举舞弊的反感，同时表达对挑拨种族情绪者的不满，强调出席集会者不管是任何种族、宗教，都是马来西亚的一份子， 其他演讲者尚有黃基全、杨巧双、卡立依布拉欣、末沙布、林吉祥等议员。
拿督斯里安华演说表示，无法接受第13届选举的结果，表明暂时不会引退，强调所有出席者和人民希望落实透明和公正的选举，反对贪污及种族主义，同时呼吁首相下台。 他也感谢所有马来西亚人民在促进国家建设所做的努力，谴责选举期间所发生的弊端，并支持净选盟的诉求，成立“人民调查庭”调查全国选举时所发生的舞弊，呼吁所有马来西亚人挺身而出，举证选举不公。
之后，净选盟主席安美嘉重申净选盟的诉求，然后带领群众高喊“干净选举”、“人民万岁”口号；最后，司仪引导群众呼喊“这是我们的国家”、“我们是马来西亚儿女”口号，在国歌声中宣布集会和平结束。

## 508集会之后
雪兰莪州总警长敦希山指出，在508集会上的33名演讲者中，有28人涉嫌煽动，援引《煽动法令》第4（1）条文调查；同时指当晚集会抵触《和平集会法令》第9（5）条文，援引《刑事法典》第124（B）条文调查，在调查完成后，将会移交总检察署采取下一步行动。 八打灵再也警区主任阿祖乃迪召开记者会澄清，警方没有对有关集会发出过许可令，所以有关集会是违法的。 另外，有9名在新加坡鱼尾狮公园声援508集会的马来西亚公民被新加坡警方有条件警告，集会者在接获警告后，平静离开。
508集会在国际区域受到关注，多个地区的报刊传媒有报导，香港、新加坡媒体更有直击采访报导，本地主流传媒则多选择低调处理，被批为是政治消音，一言堂当道。 事后，多个由执政党操控及亲政府的电视及报刊媒体，在社交网站上被网民杯葛和声讨。

## 巡回集会
508集会之后，人民联盟陆续在全国各地举行集会，这一系列的民联大集会通称为“黑色505集会”、“黑色集会”或“黑潮”，但不是所有称为“黑色集会”的集会都是由人民联盟号召。

### “人民之声，圣洁之声”讲座
5月9日，民主行动党在霹雳怡保精武体育馆举行一场“人民之声，圣洁之声”讲座会，抗议大选舞弊事件，吸引逾万名民众出席，演讲者包括林吉祥、林冠英、倪可敏、M.古拉、黃家和、黄文标、苏建祥、李存孝等议员及候选议员，民主行动党霹雳州主席倪可汉表示，人民联盟不会通过夺权的形式执政，而是通过法律途径，将事件递交法庭审理。 霹雳州副总警长A.巴南指这场讲座触犯《和平集会法令》第9（1）条文，可在《和平集会法令》第9（5）条文下被检控，同时指出席讲座者可以被援引《刑事法典》第141条文、142条文及143条文检控。

### 第二场集会
第二场“黑色505集会”于5月11日在槟城大山脚举行，集会地点原订在威中县柏迪路威省市议会体育场，基于场地容纳人数和交通的考量，最后移师至威南县峇都交湾槟城州立体育场举行，出席者逾5～6万人，演讲者包括安华、林冠英、末沙布等人。

### 第二场集会（新加坡）
有21名在新加坡声援这场集会的马来西亚公民遭新加坡警方逮捕，马来西亚驻新加坡最高专员莫哈末·胡先表示，被逮捕的马来西亚公民必须自行承担后果，政府将不会对新加坡当局做出任何的干涉。

### 第三场集会
第三场“黑色505集会”于5月12日在霹雳怡保中环广场的人民公正党总部举行，出席者逾5万人，演讲者包括安华、末沙布、蔡添强、拉菲兹、尼查、曼努迪、蔡依霖等政党领袖。 在集会前，有10个非政府组织检举这场集会涉嫌煽动，影响公共安全， 霹雳州总警长苏克里在集会前指出，这场集会并没有遵守《和平集会法令》的规定，所以不会获得批准。 霹雳民主行动党领袖没有出席这场集会，倪可汉和倪可敏解释这是个技术问题，部分外界传言民主行动党因不满集会在513前夕举行，所以采取杯葛行动，质疑人民联盟在霹雳出现内哄。

### 第四场集会
第四场“黑色505集会”于5月14日在彭亨关丹举行，原订地点在甘孟11英里的马哥打阿曼草场，由于申请被拒绝，主办单位最后决定在米昔拉路的人民公正党总部举行，出席者逾3～5万人。 关丹警区主任莫哈末·加斯马尼事前指这场黑色集会并不合法，将会援引《煽动法令》和《和平集会法令》对付主办单位、出席者及演讲者，同时援引《通讯及多媒体法令》对付发布集会消息的民众。

### 第五场集会
第五场“黑色505集会”于5月15日在柔佛新山举行，原订地点在大钟楼广场，由于一个马来西亚福利俱乐部将在同一地点举办演唱会，所以主办单位移师到士姑来五福城户外停车场，在不获得批准后，决定在乌鲁地南优景镇的人民公正党总部举行，出席者逾3～6万人。 集会演讲者包括安华、马夫兹、锺少云、潘伟斯、余德华、黄书琪、陈泓宾、曾笳恩、林吉祥、沙拉胡丁、巫程豪、蔡锐明、蔡添强等国会议员、州议员和政党领袖。

### 第六场集会
第六场“黑色505集会”于5月17日在森美兰芙蓉新城奥克兰商业区附近的空地举行，演讲者包括安华、陆兆福、卡玛鲁、道菲等议员和政党领袖，估计前往出席者有3～5万人。在集会过程，集会会场及附近商店一度意外停电5分钟，主办单位表示，这象征大选投票日当天发生的停电事件。

### “一人一票，拯救民主”集会
5月18日，槟城州政府在槟城旧关仔角举行一场“一人一票，拯救民主”集会，出席者逾6万人，这项集会原本是是由人民联盟主办，因为警方要求集会地点改在槟岛市政厅体育场才能发出准证，基于有关地点不符合主办方面的要求，所以人民联盟决定以槟城州政府的名义举行集会，改名为“介绍槟州民联新政府阵容”集会，免去申请准证的问题。 这场集会的演讲者包括林冠英、安华、林吉祥、卡巴星等领袖，目的是介绍槟城州新政府的阵容，但演讲者的演说一度涉及选举舞弊，警方援引《和平集会法令》第9（5）条文调查。

### 第七场集会
第七场“黑色505集会”于5月21日在吉打亚罗士打举行，原订集会地点是在苏卡默兰迪体育馆，由于申请未批准，最后在本同9英里的吉打伊斯兰党总部举行，出席者逾5～8万人，演讲者包括安华、末沙布、马夫茲、蔡添強等国会议员、州议员和政党领袖。

### 第八场集会
第八场“黑色505集会”于5月23日在登嘉楼瓜拉登嘉楼的瓜拉依拜麦丁超市前举行，出席者逾5万人，演讲者包括主讲人包括安华、末沙布、胡桑·慕沙、阿占·伊斯迈、拉惹卡马鲁·巴林、黄再兴等议员和政党领袖。

### 民联感恩大会
5月23日，人民联盟在八打灵再也阿玛广场前的空地举行一场和平集会，集会目的是感谢雪隆选区的选民对人民联盟的支持，演讲者包括林吉祥、潘俭伟、陈国伟、郭素沁、努鲁依莎和卡立沙末等人，林吉祥演说表示，将在第13届大选后的首次国会会议，提呈动议谴责前內政部长阿末扎希发表的“移民论”。

### 第九场集会
第九场“黑色505集会”于5月24日在马六甲敦阿里礼堂前的武吉卡迪人民团结广场举行，出席者逾1万人，演讲者包括安华、末沙布、阿德里、卡立·卡欣、佐哈里阿都、拉菲兹、三苏依斯干达、邱培栋、蔡添强等议员和政党领袖，皇家警察将集会列为非法集会，现场除了有警员驻守，也有律师公会的执业律师准备提供援助。

### “505人民之声”集会
5月25日，53个非政府组织与人民联盟联办“505人民之声”（505 Suara Rakyat）集会，也称为“525反选举舞弊终极大集会”（Himpunan Kemuncak Blackout 505），集会在八打灵再也阿玛广场前的东区草场举行，出席者逾7～8万人。 集会主办者提出三项诉求，要求选举委员会主席和委员们集体辞职，要求出现选举舞弊的选区重选，以及支持净选盟成立的人民仲裁庭。 演讲者包括安华、拉菲兹、努鲁依莎、蔡添强、巴德鲁·希山等人，演说除了批评选举舞弊外，也抨击内政部长阿末扎希和皇家警察近期内的逮捕行动。 警方在集会后表示，将援引《和平集會法令》和《煽動法令》调查这场集会，调查完成后，会移交总检察署采取下一步行动。

### 第十一场集会
第十一场“黑色505集会”于6月10日在玻璃市加央市区举行，出席者逾1,500人，集会负责人是英特拉稼秧岸州议员（现亚罗士打国会议员）曾敏凱。

### 第十二场集会
第十二场“黑色505集会”于6月11日在吉打双溪大年的大阪广场举行，出席者逾1万人，集会负责人是吉打公正党青年团的阿茲曼。

### 第十三场集会
第十三场“黑色505集会”于6月11日在吉兰丹哥打鲁魯的格底里市议会草场，出席者逾8千人，主办者是支持亲伊斯兰党的ROYALTI组织、全国青年团结阵线和吉兰丹选举监督组织，演讲者包括安华、末沙布、南利·玛末、莫哈末·纳兹里、莫哈末·沙弗安、莫哈末·佐等领袖。

### 第十四场集会
第十四场“黑色505集会”于6月16日在柔佛峇株巴辖县的巴力哈芝罗斯举行，主办者称出席者逾1万5千人，演讲者包括安华、末沙布、依德利斯·祖西、莫哈末·库赞、刘镇东、颜碧贞、周碧珠、阿米诺胡达、符芳侨等领袖。

### 第十五场集会
第十五场“黑色505集会”于6月22日在吉隆坡默布草场举行，由于首次的申请被吉隆坡市政局拒绝，所以这场集会从原订的6月15日改在6月22日举行。 是场集会者先在吉隆坡的6个地点集合，游行前往集会场地，主要集合地点包括十合购物中心、十五碑、苏丹街乐安酒店、伊斯兰党总部、国家清真寺和马来亚大学，出席者逾5万5千人。 人民公正党顾问安华表示，民联目前不会再举办“黑色505集会”，转向以选举上诉和与外国交流的方式继续抗议，所以这场集会也是民联举办的最后一场“黑色505集会”。 集会结束后，约有250人在默布草场驻扎，抗议选举不公。

### 其他黑色集会
5月10日，约50名学运份子聚集在布特拉再也选举委员会总部外抗议，提呈请愿书要求选委会主席辞职，学运领袖萨万·阿南因为在一场讲座上呼吁民众走上街头，于5月28日被警方拘捕，及后援引《煽动法令》4（1）条文检控，萨万拒绝保释，以示抗议。
5月13日，我是马来西亚之子、全民挺明福运动、和平公民组织、社区传播中心、隆雪华堂妇女组、反和平集会法小组、马来西亚印裔进步组织等7个非政府组织在吉隆坡富都广场举办一场反种族主义烛光会；同时，参与艺术工作者团体在吉隆坡十五碑举行的“跨族成员爱之行”活动，象征马来西亚人民追求爱、和平、自由及公正的选举。
5月18日，学运份子阿当·阿里因为在一场讲座上呼吁民众走上街头，抗议第13届大选出现的选举舞弊，被警方援引《刑事法典》124（B）条文及《煽动法令》4（1）条文拘捕和检控，扣留期间，社运支持者聚集在增江扣留所外举行“声援阿当阿里烛光会”声援，在关丹、马六甲、柔佛、槟城等地区也有支持者聚集声援，有18名集会者被警方逮捕，及后获得口头保释。

## 对集会的反映
选举委员会主席阿都阿兹·尤索夫表示，示威和集会并不会改变全国大选的结果，也不会重新举行大选，他促请质疑选举结果的参选人在21天内提出申请，若能证实存在舞弊行为，高等法庭将判决选举结果无效，唯有那样，选举才会重新举行。 同时，他也否认选举出现舞弊，谴责反对党将选举失利归咎于选举委员会。
前民主行动党副主席东姑阿都阿兹表示，安华在全国大选后发起的集会，以及过去的一系列活动，显示他有意以非正当的手法推翻政府。 东姑阿都阿兹呼吁政府对大选后的一系列集会采取法律行动，挽回人民对政府的信心；他也指出，街头示威和流血冲突不是马来西亚人民能够接受的，马来西亚不需要“大马之春”运动。
新任内政部长拿督斯里阿末·扎希接受Al-HIjrah电视台专访时指出，安华在第13届大选后发起的政治运动应该叫做“安华之春”，因为安华的议程是打造自己诠释的民主国家；同时，他也表示，如果人民联盟对选举结果不满，应该以法律途径解决，不应该在街头示威，在体育馆集会是允许的。
马来西亚穆斯林消费人协会主席拿督纳晋指有本地华商赞助这一系列的集会，号召消费者杯葛华人商家的产品，贸消部长拿督哈山·马力表示不会干涉该协会的立场，舆论批评这是种族主义和偏激的做法，不应发生在多元文化的社会。
阿末·扎希于5月16日在《前锋报》专栏发表“移民论”，任何不满选举制度的人士可以移民国外，引起反对党领袖抨击和民间舆论；他在回应表示，他的言论被《当今大马》扭曲，要求槟州首席部长林冠英道歉。 他的言论得到前农业部长诺奥马的支持，诺奥马同时补充，不遵守国家法律的人应当住在森林；青年及体育部长凯里·嘉马鲁丁表示，阿末·扎希的言论只是代表他的个人立场，不代表政府的立场。

## 警方采取的行动
聂纳兹米是在这系列集会中，首名被警方援引《和平集会法令》第9（1）条文检控的人民公正党领袖，控状指出聂纳兹米违反《和平集会法令》的规定，没有在集会前的10天知会警方，可被《和平集会法令》第9（5）条文治罪，一旦罪名成立，将可被罚款最高达1万令吉。 辩护律师表示，《和平集会法令》第9（1）条文违反《联邦宪法》赋予人民集会自由的权利，而这项提控也违反有关的公共政策，要求法庭撤销有关控状。
于5月17日上任的全国总警长卡立·阿布峇卡表示，警方正在严密监视“人民之声，圣洁之声”集会的主办者和幕后人员，并做出警告，如果主办单位仍然不遵守《和平集会法令》的规定，警方将对主办者采取法律行动。
自5月15日开始，有多名政党领袖和社运份子因为触犯《和平集会法令》和《煽动法令》而被检控，包括聶纳茲米、阿当·阿里、苏建祥、莫哈末·纳茲里、王佑良、安努亚、华岚、卡马鲁·查曼、萨万·阿南、希山慕丁·莱益斯，另有多人被逮捕，包括阿当·阿里、蔡添強、哈里斯·依布拉欣、淡宁·嘉化、萨万、胡桑·慕沙及18名集会民众。